# Still Breathing
"Still Breathing" é uma canção da banda de punk rock americana Green Day, lançada como o segundo single de seu décimo segundo álbum de estúdio, Revolution Radio, em 12 de novembro de 2016. É considerada uma canção emocionalmente obscura que explora o tema de indivíduos que encontram força diante de dificuldades e tempos difíceis. O videoclipe da canção – lançado em 7 de novembro de 2016 – refletiu sobre esse tema.
"Still Breathing" obteve uma recepção crítica positiva e foi elogiado pelo seu conceito sentimental e composição musical animada. Ele alcançou o número um nas tabelas da Alternative Songs, Mainstream Rock, Rock Airplay e Canadá Rock, como também apareceu em vários outros gráficos internacionais.

## Antecedentes e composição
Em 2014 - após o 99 Revolutions Tour da banda, em promoção dos álbuns ¡Uno!, ¡Dos! e ¡Tré! (2012) - Billie Joe Armstrong começou a testar e gravar material em seu novo estúdio, Otis, em Oakland, Califórnia. A primeira canção que Armstrong escreveu foi "Bang Bang", o primeiro single de Revolution Radio, lançado em 2016. Essa canção fez os críticos lembrarem dos trabalhos anteriores de Green Day.
Depois disso, "Still Breathing" foi lançado como o segundo single do álbum e também foi comparado aos trabalhos anteriores da banda. A canção foi descrita como obscura e perturbadora, com um tema de permanecer forte à face da adversidade e superá-la. A canção explora a vida de indivíduos viciados em drogas e jogos de azar, filhos órfãos, mães solteiras e soldados que retornam da guerra, com suas histórias entrelaçadas durante toda a música.
Considerado ser mais emocional do que o seu single principal, "Still Breathing" é caracterizado como uma faixa "séria". Armstrong pretendeu fazer os outros felizes e fazer a diferença, fazendo com que as pessoas se reconheçam na música. Ele descreveu a canção como "muito pesada", e explicou ainda: "Às vezes eu fujo de algo muito pesado. Mas, às vezes, ele simplesmente sai dessa maneira". Ao comentar sobre a frase, "I'm still breathing on my own", ele acrescentou: "em algum momento, todos nós teremos que estar no suporte vital. Com o passar do tempo, seus pensamentos ficam mais escuros".

## Faixas e formatos
Todas as letras escritas por Billie Joe Armstrong, todas as músicas compostas por Green Day.
| Download digital |                   |         |  |
| N.º              | Título            | Duração |  |
| 1.               | "Still Breathing" | 3:44    |  |

| Promo CD |                                                                                   |         |  |
| N.º      | Título                                                                            | Duração |  |
| 1.       | "Still Breathing" (Uma faixa de promoção do Reino Unido juntamente com um cartão) | 3:44    |  |

## Desempenho nas tabelas musicais
| Tabelas musicais (2016–17)                              | Melhor posição |
| ------------------------------------------------------- | -------------- |
| Bélgica (Ultratip Bubbling Under de Flandres)           | 11             |
| Canadá (Billboard Rock)                                 | 1              |
| República Checa (Rádio Top 100)                         | 21             |
| Escócia (Scottish Singles Chart)                        | 65             |
| Eslováquia (Rádio Top 100)                              | 82             |
| Estados Unidos (Billboard Adult Top 40)                 | 40             |
| Estados Unidos (Billboard Alternative Airplay)          | 1              |
| Estados Unidos (Billboard Adult Alternative Songs)      | 17             |
| Estados Unidos (Billboard Hot Rock & Alternative Songs) | 11             |
| Estados Unidos (Billboard Mainstream Rock)              | 1              |
| Estados Unidos (Billboard Rock Airplay)                 | 1              |
| Reino Unido (Rock Chart - OCC)                          | 2              |